# De Moivres formel
De Moivres formel, opkaldt efter Abraham de Moivre, er en matematisk formel. Den siger, at der for alle {\displaystyle x\in \mathbb {R} } og {\displaystyle n\in \mathbb {Z} } gælder, at
{\displaystyle (\cos x+i\sin x)^{n}=\cos(nx)+i\sin(nx)},
hvor {\displaystyle i} er den imaginære enhed, der opfylder {\displaystyle i^{2}=-1}. Formlen er vigtig, fordi den forbinder de komplekse tal med trigonometrien. Udtrykket "cos x + i sin x" forkortes somme tider "cis x."
Ved at skrive venstresiden ud og derefter sammenligne real- og imaginærdele, er det muligt at udlede brugbare formler for cos(nx) og sin(nx) udtrykt ved cos(x) og sin(x). Ydermere kan denne formel bruges til at finde eksplicitte udtryk for de n'te enhedsrødder; det vil sige komplekse tal z, der opfylder, at zn = 1.
Abraham de Moivre var en af Newtons gode venner; i 1698 skrev han, at Newton havde kendt til formlen så tidligt som 1676. Den kan let udledes fra (men kom historisk set før) Eulers formel eix = cos x + i sin x og eksponentialregelen
(eix)n = einx (se eksponentialfunktion). 
De Moivres formel er faktisk sand i en mere generel ramme end den ovenfor: hvis z og w er komplekse tal, så er (cos z + i sin z)w en funktion af flere værdier, mens cos (wz) + i sin (wz) ikke er, og der gælder, at
cos (wz) + i sin (wz) er én værdi af (cos z + i sin z)w.